# 吳朝儀
吳朝儀（1519年—？），字子敬，號會川，江西撫州府臨川縣人，軍籍，明朝政治人物。同進士出身。

## 生平
嘉靖二十八年（1549年）己酉科江西鄉試第七十七名舉人。嘉靖三十五年（1556年）中式丙辰科會試第一百五十二名，三甲第一百四十二名進士。兵部观政，授浙江湖州府推官，四十年升南京工部主事，四十四年升郎中，隆慶元年考察致仕。

## 家族
曾祖吳永祥；祖父吳鳳文；父吳仲恕，封南京工部主事。母徐氏，贈安人；繼母周氏。弟朝赟。